# Associazione Ricreativa Culturale Italiana
L'Associazione Ricreativa Culturale Italiana, a volte chiamata anche Associazione Ricreativa e Culturale Italiana o ARCI APS, più spesso conosciuta semplicemente con il suo acronimo ARCI, è un'associazione di promozione sociale riconosciuta dallo Stato italiano ai sensi della legge 7 dicembre 2000, n. 383.. L'associazione è radicata su tutto il territorio nazionale con una struttura composta di comitati regionali e provinciali, ai quali fanno riferimento le migliaia di circoli ed associazioni locali. L'ARCI vanta oltre un milione di soci in tutta Italia, ai quali vengono forniti servizi di tipo culturale (musica, cinema, teatro, danza) e sociale (servizi per l’infanzia, sostegno di welfare locale, sostegno alla salute mentale e all'integrazione degli immigrati).
Riconoscendosi nei valori democratici e nella Costituzione repubblicana nata dalla lotta di liberazione contro il nazifascismo, l'Arci si richiama alla Dichiarazione universale dei diritti dell'uomo ed alla Convenzione internazionale sui diritti dell'infanzia dell'ONU ed opera in contesti locali, nazionali e internazionali per l'affermazione degli stessi; partecipa alla costruzione dell'Europa delle cittadine e dei cittadini. Nel tempo si è contraddistinta per le sue posizioni contro la guerra nella ex-Jugoslavia, a sostegno delle sue vittime (dalla Carovana per la Pace, alla candidatura per il premio Nobel per la pace), per l'antirazzismo e per le iniziative rivolte all'integrazione degli immigrati (dai campi di accoglienza all'incontro pubblico con Nelson Mandela dopo la sua liberazione), per la promozione dei valori della solidarietà contro l'egoismo sociale e le tendenze alla secessione, per la promozione della cultura (mille concerti in più parti d'Italia, il 21 giugno, Festa della musica), e per la partecipazione attiva nella Banca Popolare Etica, nel Forum del Terzo Settore, Libera. Associazioni, nomi e numeri contro le mafie e TransFair, dei quali è anche fondatore.
L'associazione fu fondata a Firenze il 26 maggio 1957 e fu una delle associazioni che raccoglievano l'eredità delle precedenti Società operaie di mutuo soccorso e delle Case del Popolo in quel movimento di riappropriazione delle vecchie sedi sequestrate dallo Stato durante il periodo del ventennio fascista. Il primo presidente nazionale dell'ARCI fu il socialista novarese Alberto Jacometti. Già segretario del Partito Socialista Italiano tra il 1948 ed il 1949, Jacometti si batté in prima persona per l'autonomia dei circoli e delle Case del Popolo, finite sotto il controllo dell'ENAL dopo la chiusura delle Case del Fascio nel dopoguerra.
Tra il finire degli anni '50 e gli anni '60 all'interno della sinistra, fu forte quel dibattito tra "apocalittici e integrati" sulla natura della cultura popolare che andava imponendosi sempre più prepotentemente con nuovi media di massa (come la televisione) e nuove forme d'arte (come il fumetto o il cinema). In questo contesto l'ARCI, come associazione popolare e nata dal basso che proponeva forme ricreative e d'intrattenimento come serate da ballo o visioni comunitarie di televisione e cinema, si trovò a difendere le nuove forme espressive, generando spesso la diffidenza degli intellettuali più radicali. L'ARCI svolse così la funzione di tenere assieme la cultura pop e la cultura più militante di sinistra, facendo sintesi tra le arti d'avanguardia, il movimento politico e le classi popolari.
Con il IV congresso nazionale del 1966 nascono gli ARCI dedicati a specifici settori come l'Unione circoli cinematografici ARCI (UCCA), l'ARCI Sport, l'ARCI Caccia e l'ARCI Pesca.

## Storia

### 1848-1944: Le origini nelle S.O.M.S. e nelle Case del Popolo

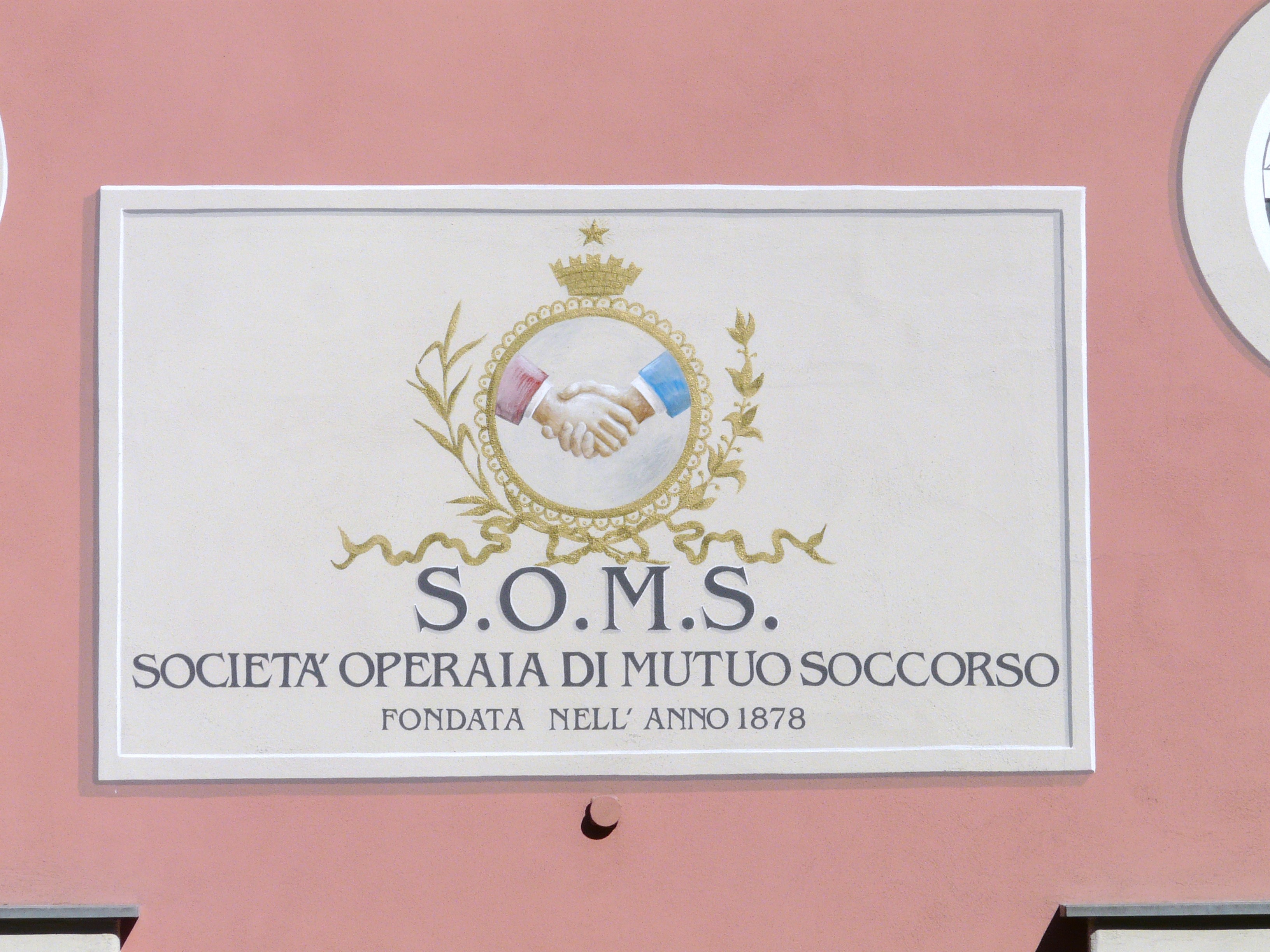
Insegna di una Società operaia di mutuo soccorso

Con la seconda rivoluzione industriale nasce l'esigenza di organizzare il tempo di lavoro e con esso il tempo libero dal lavoro. In questo contesto, se nei paesi anglosassoni nasceva l’industria del tempo libero, in Italia, anche grazie alle necessità del Risorgimento ed alla nascita dell'unità d'Italia, il tempo libero diventa anche un momento di solidarietà sociale e lotta politica. Nacquero così, influenzate dagli ideali mazziniani e socialisti, le prime Società operaie di mutuo soccorso, e da loro la prima Camera del Lavoro di Milano. Se alcune S.O.M.S. continuavano il loro lavoro di solidarietà, ricreazione, cultura ed istruzione, altre si impegnavano più attivamente sul fronte dei diritti dei lavoratori, andando così a creare un movimento sempre crescente e diversificato, tra circoli politici, ricreativi, culturali e sportivi. Su questa linea nascevano, soprattutto nell'Italia centrale, nuovi spazi chiamati Case del Popolo che si occupavano sia dell'organizzazione politica che di attività ricreative.

Simbolo della Opera nazionale del dopolavoro

Durante la prima guerra mondiale i vari circoli, le Società di Mutuo Soccorso e le Case del Popolo creavano una rete sociale di assistenza ai cittadini, ai soldati ed alle famiglie.
Con l'avvento del fascismo e le leggi che vietavano la libertà di associazione, le organizzazioni dei lavoratori come le S.O.M.S venivano sciolte per decreto e le loro sedi venivano trasformate in case del fascio. Nel 1926, il Governo fascista varò le Leggi Speciali che fecero confluire tutte queste associazioni culturali e sportive nell'Opera nazionale del dopolavoro. L'OND dipendeva direttamente dal capo del governo e dal segretario del Partito Nazionale Fascista. Gli organi locali ed i circoli erano invece sotto il controllo dei segretari federali che potevano così penetrare tra le masse con un unico strumento che si sostituiva al pluralismo ed alla molteplicità delle precedenti organizzazioni.

### 1945-1960: Il dopoguerra e la nascita dell'ARCI

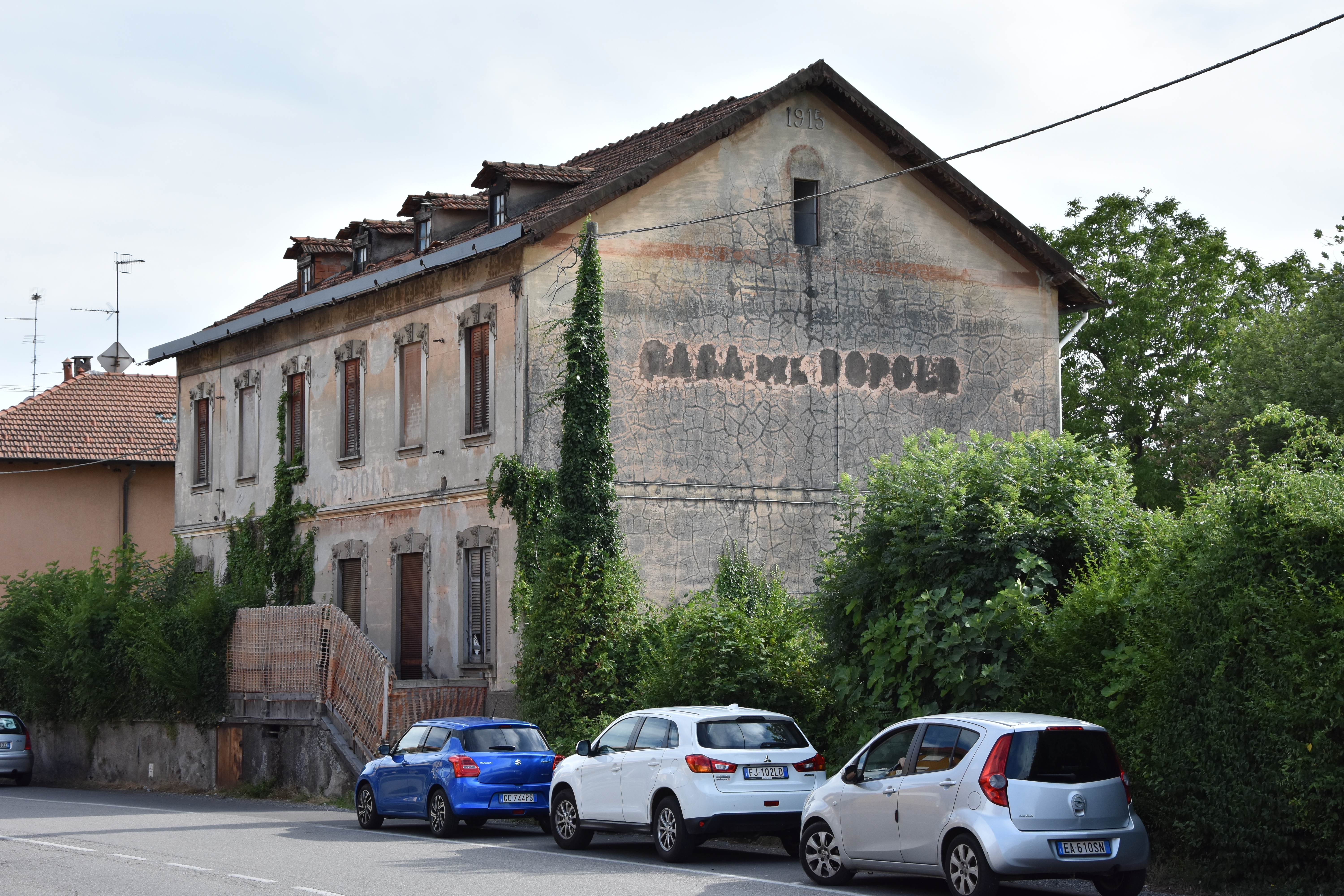
Un esempio di Casa del Popolo della seconda metà dell'800

Dopo la guerra di liberazione italiana e con la fine della seconda guerra mondiale il popolo italiano riconquista la possibilità di auto-organizzarsi in libere associazioni. Nasce così un movimento spontaneo di riappropriazione anche di quegli spazi pubblici che in precedenza erano stati sottratti alle Società di Mutuo Soccorso ed alle Case del Popolo. Questi spazi, spesso danneggiati dalla guerra, vengono ristrutturati grazie al lavoro di cittadini e volontari. Ma l'anelito popolare si scontrerà presto con la mancata regolarizzazione della proprietà delle strutture che, sotto il fascismo erano state perlopiù consegnate all'Opera nazionale del dopolavoro ed oggi venivano reclamate dai legittimi proprietari. Se già il Governo Badoglio I aveva requisito gli stabili del disciolto OND che le rinate organizzazioni operaie legittimamente volevano restituite, nel 1945, con il decreto legislativo nº624 del 22 settembre, il Governo Parri decretava la sostituzione del vecchio OND con il nuovo Ente Nazionale Assistenza Lavoratori (ENAL) al fine di mantenere un controllo amministrativo sulle attività politiche e sociali dell'associazionismo. Altre proprietà di enti pubblici venivano invece affidate alle nuove associazioni con prezzi esorbitanti e senza applicare quella logica degli affitti calmierati, che in seguito si applicherà per le associazioni di promozione sociale e senza scopo di lucro.
Un ulteriore problema nacque con la disgregazione del fronte antifascista alla vigilia delle elezioni del 1948, che videro lo scioglimento di molte organizzazione indipendenti in precedenza gestite in modo unitario da popolari, cattolici, repubblicani, socialisti ed anarchici. Prendono così sempre più piede le Associazioni Cristiane Lavoratori Italiani fondate già nel 1944 e i circoli della Gioventù Italiana di Azione Cattolica entrambi di matrice popolare e cattolica, e nasce la rete di circoli dell'Ente Nazionale Democratico di Azione Sociale (ENDAS) fondato nel 1949 e di ispirazione mazziniana/repubblicana.

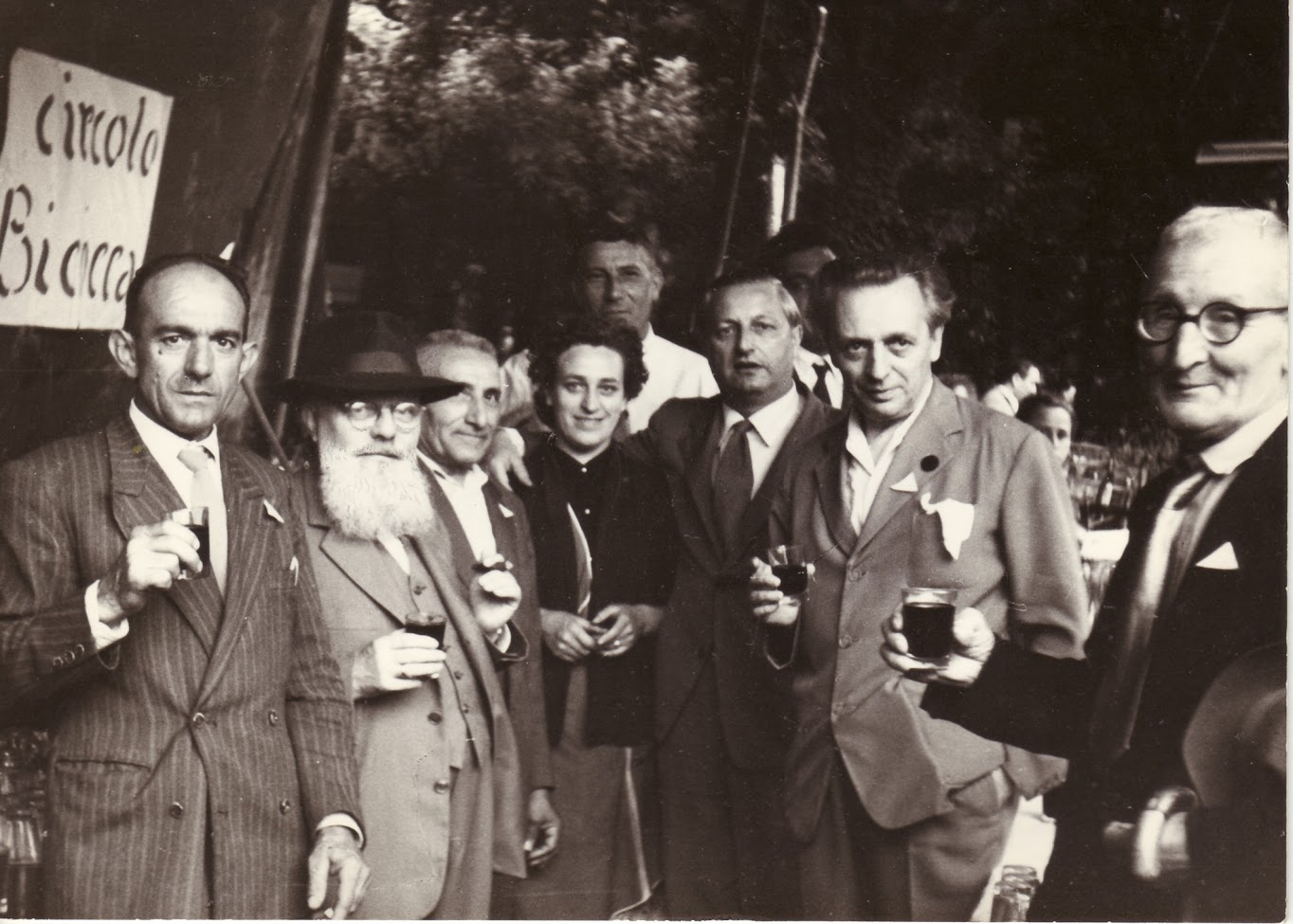
Alberto Jacometti e Sandro Bermani in un circolo di Novara nell'immediato dopoguerra

Le altre forze di sinistra, rappresentate soprattutto dai sindacati, dal Partito Socialista Italiano e dal Partito Comunista Italiano, tentarono inizialmente di riformate e sburocratizzare l'ENAL per via parlamentare, con l'intento di aprirlo ad un maggiore pluralismo attraverso norme che dessero più autonomia alle sezioni locali. E se la CGIL di Giuseppe Di Vittorio tentò di far assumere alcune prerogative dell'ente alle Camere del Lavoro, il socialista Alberto Jacometti tentò di dare maggior autonomia ai circoli ed alle Case del Popolo per via legislativa. Nel 1955, il nuovo statuto dell'ENAL promosso dal Governo Scelba vede negate tutte le prospettive di democratizzazione dell'ente, facendo così nascere l'idea di una nuova associazione in grado di riunire quelle strutture che si riconoscevano nei valori di questa sinistra. Fu ancora una volta Jacometti uno dei fautori principali di quel processo che portò alla nascita prima della "Alleanza per la ricreazione popolare" del 1956, poi al "Convegno per una convenzione nazionale della ricreazione" da svolgersi a Firenze, dove si approverà lo Statuto della costituenda "Associazione ricreativa culturale italiana" il 26 maggio 1957. Questo convegno di Firenze divenne nei fatti il primo congresso nazionale dell’ARCI. Fu poi grazie a Pietro Nenni che l'ARCI arrivò a quel pieno riconoscimento giuridico che gli permise di crescere di numero, vincendo le reticenze di adesione delle strutture locali.
Tra le prime iniziative della nuova associazione vi fu un Convegno sul tempo libero organizzato assieme alla Società Umanitaria di Milano. Questa occasione vide anche la partecipazione delle ACLI, rappresentando così la prima unione d'intenti tra due associazioni così diverse.

I Cantacronache in una foto degli anni '50

Negli anni che intercosrero tra il congressi del 1959 e del 1961, l'associazione cercò di intervenire nella legislazione televisiva, organizzando incontri pubblici di sensibilizzazione e coinvolgendo parlamentari come Ugo La Malfa e Ernesto Rossi che proposero aggiustamenti legislativi in Parlamento. Purtroppo il tema non fece presa sufficiente nella sensibilità popolare, tanto che il referendum sulla RAI-TV proposto dall'ARCI nel 1960 non riuscì a raccogliere le firme necessarie per essere indetto.
Già in questo periodo appare forte l'impegno dell'ARCI sul versante del teatro e della canzone: Ne fu prova l'esperienza dei Cantacronache, che proprio all'interno di un tessuto distributivo fatto di circoli culturali, sedi sindacali e spazi dell'ARCI trovarono un circuito che permetteva loro di divulgare una nuova forma di folk revival, tra musica e letteratura che riprendeva, tra gli altri, dalla musica popolare dei chansonniers francesi, della tradizione folklorica italiana dei cantastorie, dalle poetiche radicali di Bertold Brecht.

### 1961-1978: Una nuova organizzazione culturale

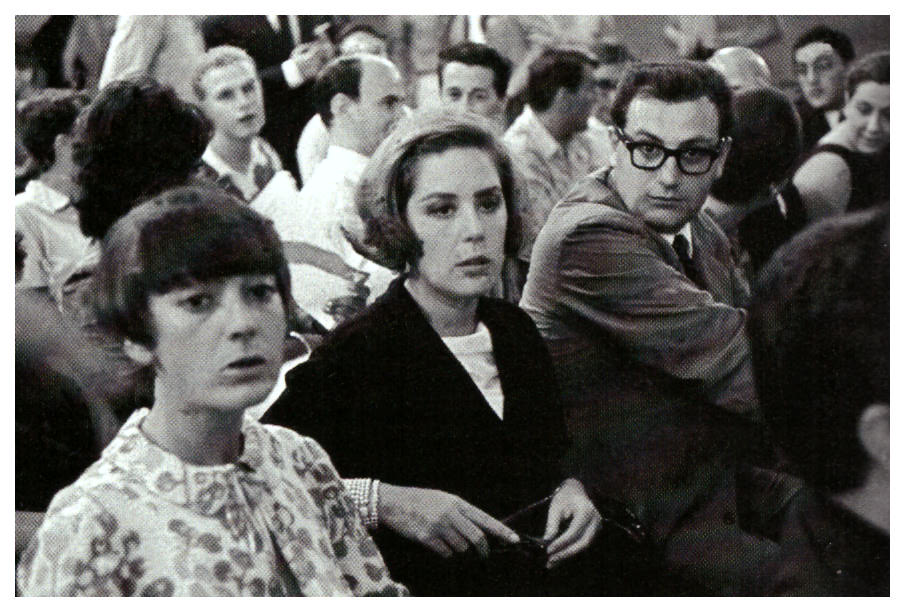
Umberto Eco in una foto degli anni '60 di Ferdinando Scianna

Tra la fine degli anni '50 e l'inizio degli anni '60, grazie anche alle politiche economiche espansive di matrice keynesiana, vi fu il cosiddetto "miracolo economico" che portò ad una riduzione delle ore lavorative dando alle classi popolari maggior tempo libero. Se da un lato, i circoli ebbero un ruolo fondamentale nell'organizzazione del tempo ricreativo, programmando serate da ballo e visioni collettive di TV e cinema, dall'altro, il mondo intellettuale del movimento operaio vedeva con diffidenza il mondo dei circoli, impegnati a tenere assieme cultura pop e militanza politica.  Nel 1961 venne costituita all'interno del circuito ARCI la Associazione dei radioteleabbonati (ARTA) che si muoveva per una riforma della RAI che la sottraesse al controllo governativo, istituendo anche centri d'ascolto e di visione e premi per le produzioni televisive. Fu proprio all'interno di queste strutture che venivano fatte le prime rilevazioni sui tempi dedicati dalla TV ai vari partiti. Un altro esempio delle attività dei circoli ARCI/ARTA fu lo studio semiologico commissionato dal gruppo d'ascolto SAP di Bologna ad Umberto Eco. In questo senso l'ARCI fu un attore importante in quel dibattito tra "apocalittici e integrati" che si muoveva negli ambienti di sinistra dell'epoca, mantenendo un piede nella cultura pop e nelle nascenti controculture giovanili ed un altro in una visione critica delle pulsioni omologanti della cultura di massa. Fu anche grazie alla presenza dei movimenti giovanili dell'epoca che l'ARCI si trovò ad appoggiare i movimenti studenteschi, la contestazione alla guerra del Vietnam, oppure a rivolgere solidarietà al popolo cubano messo in difficoltà dallo scontro tra governi durante la guerra fredda.

Dario Fo e Franca Rame in una foto degli anni '60

A partire dal 1966 inizia da parte dell'ARCI l'attività di promozione di associazioni culturali parallele: nasce così nel 1967 Arci Sport, a cui seguirà la nascita delle associazioni Arci Caccia e Arci Pesca. Ma sono questi anche gli anni in cui l'ARCI crea dei circuiti distributivi alternativi per il cinema e per il teatro. Con l'Unione circoli cinematografici ARCI fondata nel 1967, l'ARCI prende parte al movimento dei Cine Club per la divulgazione del cinema e parallelamente da vita ad un circuito distributivo teatrale fatto di Circoli, Case del Popolo, sedi del PCI e PSI di cui prima il Nuovo Canzoniere Italiano, poi Dario Fo, Franca Rame e la loro compagnia Nuova scena furono tra i principali promotori. In questo circuito fu distribuito per la prima volta il loro spettacolo del 1969 Mistero buffo. In questo contesto Dario Fo poneva spesso il problema di come si potesse fare politica e cultura in modo libero, critico ed autonomo all'interno di una rete associativa o di partito, con lo scopo di agire in dialogo con la base per cambiare le strutture e le linee della dirigenza.

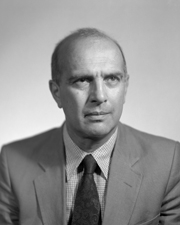
Arrigo Morandi in una foto del 1979

Nel 1971 l'ARCI vedeva una rete di 3300 tra circoli e Case del Popolola che radunavano circa 600.000 soci. In quell'anno la presidenza nazionale dell'ARCI fu affidata ad Arrigo Morandi, che era già stato presidente dell'Unione Italiana Sport Popolare (USIP) tra il 1957 ed il 1971, e guiderà quel processo di fusione tra le due associazioni che si compirà nel 1973. Nel 1972 nasceva invece il circuito democratico del cinema gestito dalla cooperativa Nuova Comunicazione. Ma fu questo anche un periodo di grandi battaglie civili che vedevano l'ARCI impegnato contro il colpo di Stato in Cile del 1973 con il quale il dittatore Augusto Pinochet aveva rovesciato il presidente Salvador Allende eletto democraticamente, oppure nella battaglia sul referendum abrogativo del 1974 per l'introduzione delll'istituto del divorzio.
Nel 1976, col patrocinio dell'ARCI nazionale, inaugurò alla Galleria d'arte moderna di Bologna la mostra La canzone politica 2. Il nuovo canzoniere italiano curata dal Centro di documentazione e d'intervento sulla musica politica e dall'Istituto Ernesto de Martino.

### 1979-1986: L'ARCI e i nuovi soggetti associativi

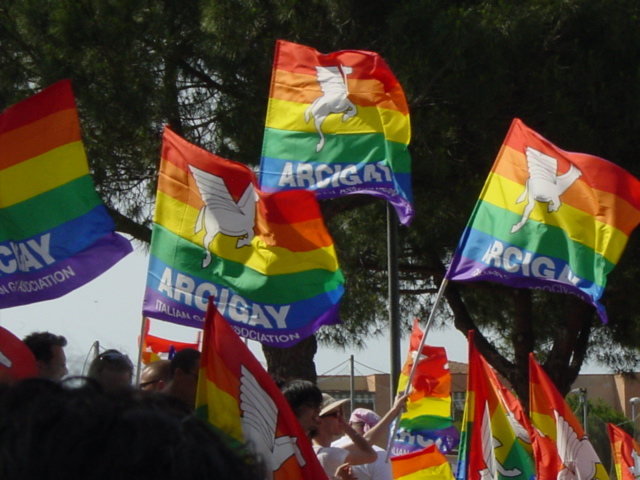
Bandiere dell'Arcigay in una manifestazione per uguali diritti

Nel 1979 la presidenza nazionale dell'ARCI venne affidata al sociologo e massmediologo Enrico Menduni. È questo il periodo in cui l'ARCI costituisce e promuove nuove associazioni parallele. Nel novembre 1980, a seguito del delitto di Giarre, da un'idea di don Marco Bisceglia, un sacerdote apertamente omosessuale, e con la collaborazione di un giovane obiettore di coscienza, Nichi Vendola, Massimo Milani, Gino Campanella ed altri militanti fondano a Palermo l'Arcigay, la prima sezione dell'ARCI dedicata alla cultura omosessuale, che si diffonderà di lì a poco in tutta Italia costituendosi come associazione nazionale nel 1985. Nel 1981 vennero fondati l'ARCI Kids e l'ARCI ragazzi per promuovere il diritto all'infanzia e l'aggregazione giovanile, nel 1984 il coordinamento donne dell'ARCI si costituì in associazione facendo nascere l'ARCi donna, nel 1986 nacque l'Arcigola nella tenuta di Fontanafredda dall'associazione amici del Barolo che si amplia a livello nazionale e poi Arcimedia che si occupa ancora oggi dell'accoglienza dei migranti. Sono sempre di questo periodo le associazioni nate in seno all'ARCI Legambiente e LEID (Lega emittenza democratica).

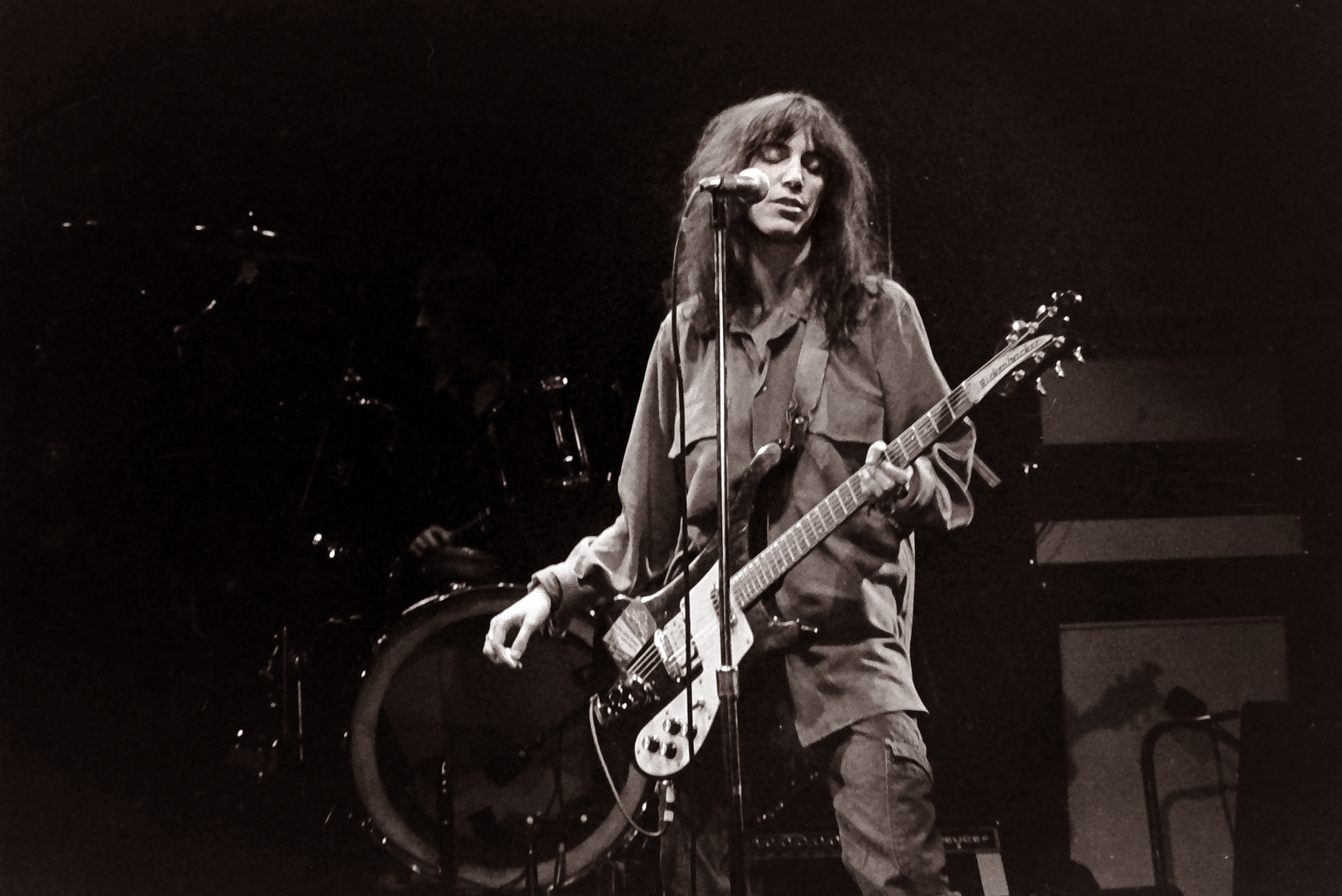
Patti Smith in un concerto del 1979

Nel 1979 fu inaugurato anche il Centro programmazione spettacoli ARCI (Cipiesse), che per un triennio mise in campo un'intensa attività culturale partecipando all'organizzazione della Biennale dei giovani artisti a Barcellona, oppure organizzando il tour dei poeti della Beat Generation e del Living Theatre che, sulla scia del Festival internazionale dei poeti di Castelporziano, presentava in diverse città reading e performance. Ma se la direzione dell'ARCI e del PCI sentivano un'unanime affinità ideologica e stilistica nella programmazione dei tour di cantautori italiani come Fabrizio De André, Premiata Forneria Marconi, Gianna Nannini, Banana Republic, non si può dire la stessa cosa nei confronti di nuove forme musicali della popular music come punk rock e post-punk, che crearono forti divisioni verso un movimento che veniva spesso visto come troppo a sinistra, oppure come eccessivamente individualista, o ancora come artefice di un processo di "americanizzazione" musicale. Il compositore Luigi Nono, in seguito fondatore e direttore della rivista musicale dell'ARCI Laboratorio Musica (1979 - 1983), sottolineava come il partito stentasse "a fare i conti con concezioni e temi nuovi che vengono dal mondo giovanile, di fronte al quale siamo spesso spettatori tolleranti". Fu spesso grazie al sostegno della sinistra giovanile ed alle istanze che venivano dal basso dei circoli che il Cippiesse riuscì a organizzare concerti come Talking Heads, Spandau Ballet, Lou Reed e Patti Smith.

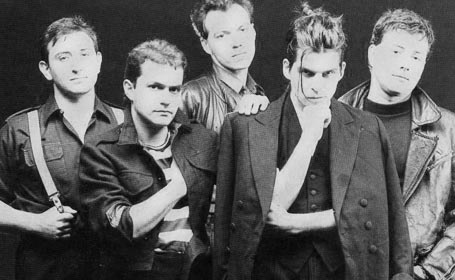
I Litfiba nel 1983.

Ma il variegato sistema dei circoli ARCI fornì anche spazi di espressione alle nascenti scene musicali indipendenti del punk rock e della New wave italiane: Non solo ai N.O.I.A. e ai Litfiba che vinsero rispettivamente la 1° e 2° edizione del Festival Rock Italiano organizzato dall'ARCI, ma anche a band del Great Complotto, ai Denovo, ai Bisca, ai Band Aid, ai Diaframma, i Neon, agli Underground Life, ai Gaznevada, ai Violet Eves ed a tante altre. Circoli come l'ARCI Galileo di Reggio Emilia, dove il 3 giugno 1983 si esibirono per la prima volta i CCCP - Fedeli alla linea, in una fase embrionale della band considerata tra le più seminali per il panorama del'Indie rock / Rock alternativo degli anni '90. Sempre in seno all'ARCI nasceva poi, ad opera di Piero Pierucci, la Niglhtclubbing organization in cui passavano molte di queste nuove band in un circuito che comprendeva il Big Club di Torino, il New Panda di Salerno, il Suburbia di Perugia, il Viridis di San Giuliano Milanese, lo Psyco di Genova il Manila di Campi Bisenzio, l'Amnesia di Terni, l'Aleph di Gabicce, il Graffio di Modena, il Malaria di Giulianova, il Neon di Pordenone, il My Way di Fiorenzuola d'Arda, il Plastic di Milano e lo Slego di Viserba. Tra il 1984 ed il 1990 si svolse a Firenze l'Indipendent Music Meeting organizzato da ARCI / ARCI Nova, che vedeva la partecipazione delle più importanti etichette indipendenti italiane tra cui Kinderganden Records, IRA Records, Industrie Discografiche Lacerba, Contempo Records e Materiali Sonori ed internazionali come Mute Records e Rough Trade.
Nel 1983 era intanto diventato presidente nazionale Rino Serri.

### 1986-1993: La fine dell’esperienza Confederale e il ritorno ai circoli
Il 1986 vide una profonda trasformazione del modello organizzativo e statutario dell'ARCI che si trasforma in confederazione di associazioni autonome. La gestione dei circoli e la gestione territoriale venne invece affidata ad Arci Nova.

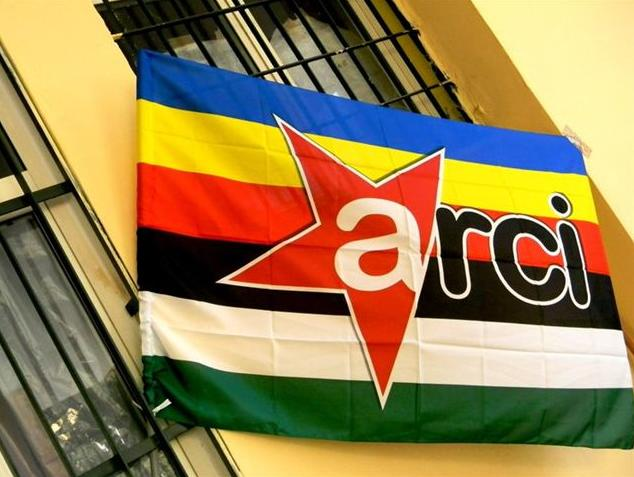
Una bandiera dell'ARCI.

Erano questi anni di grandi mutamenti geopolitici: Nel 1986 iniziava quel complesso di riforme dell'Unione Sovietica chiamato Perestrojka, che avrebbe dovuto portare ad uno "Stato di diritto socialista" e ad un rinnovamento che non rinnegasse i valori fondamentali della società sovietica. Iniziò così quella dissoluzione dell'Unione Sovietica che portò anche alla caduta del muro di Berlino. Con la conseguente fine della guerra fredda, anche in Italia il contesto politico cambia profondamente. Veniva così a mancare quel delicato supporto del'uno o dell'altro blocco che, nel bene o nel male, aveva tenuto assieme il sistema dei Partiti durante la Prima Repubblica. Nel periodo di Tangentopoli scoppiano quei grandi scandali che coinvolsero tutti i partiti politici, portando ad una progressiva diffidenza ed allontanamento dei cittadini dalla politica e dalle istituzioni. In questo contesto le associazioni ed i movimenti sopperiscono spesso alle mancanze della politica riscoprendo i valori della solidarietà, della mutualità e della divulgazione culturale attraverso la partecipazione.

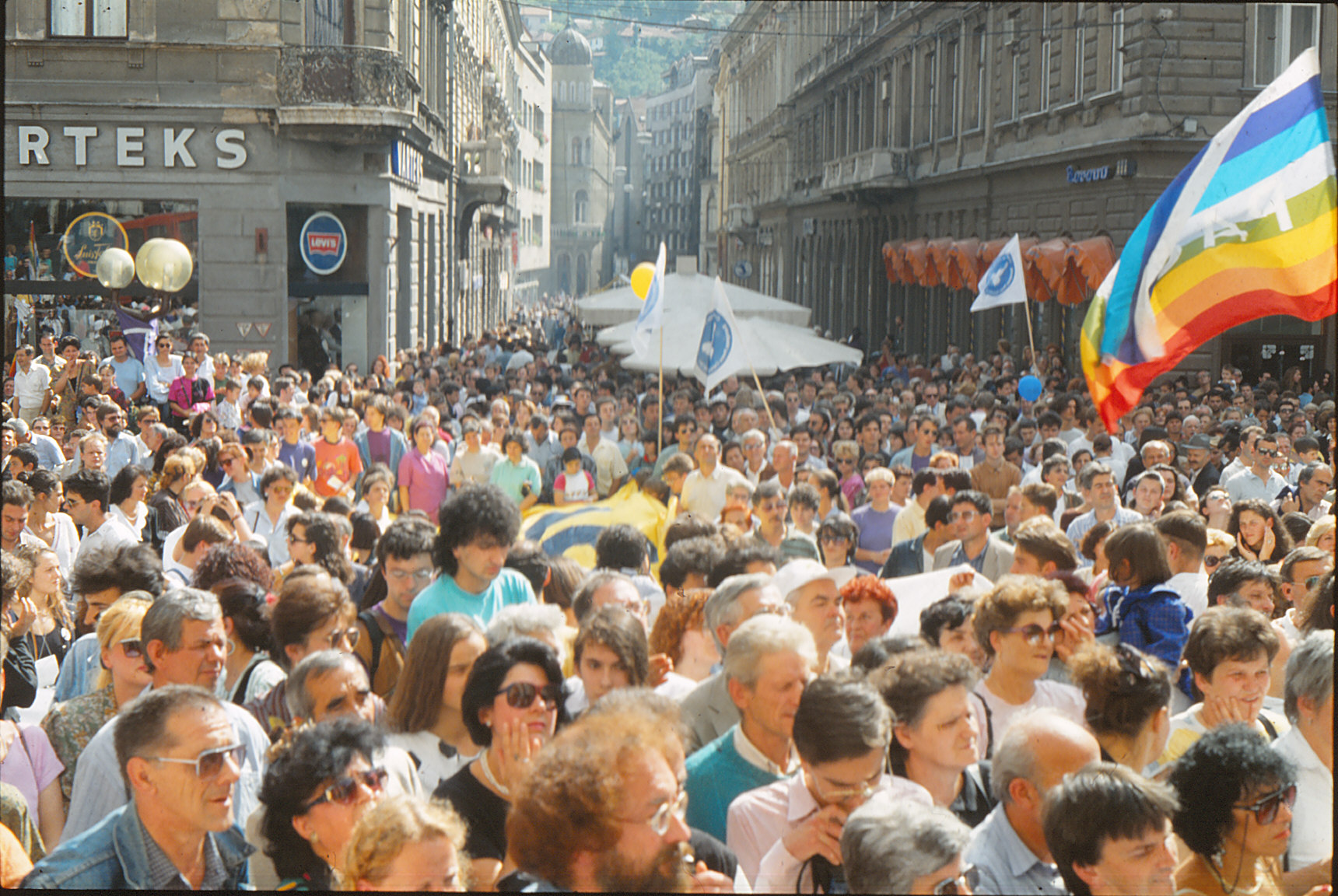
Marce della pace da Trieste a Sarajevo dell'ottobre del 1991

Intanto nel 1989 era diventato Presidente nazionale dell'ARCI Giampiero Rasimelli. Ma il nuovo decennio iniziava con nuove guerre a cui l'ARCI, come parte del movimento pacifista, si oppone con decisione partecipando alle manifestazioni contro la Guerra del Golfo e poi partecipando ad Un ponte per Bagdad che in seguito diventerà l'associazione Un ponte per, che si impegnerà negli interventi umanitari delle future guerre degli anni '90. Ma è questo anche il periodo in cui l'ARCI si dedica ampiamente alla cooperazione internazionale: Ne fu un esempio concreto l'esperienza  Time for peace di cui il futuro presidente dell'ARCI Tom Benetollo (1997-2004) fu una figura centrale, coalizzando circoli ed associazioni prima per la catena umana di 30.000 persone attorno alle mura di Gerusalemme del 30 dicembre 1989 per chiedere la pace tra israeliani e palestinesi, e più tardi per le manifestazioni della Carovana della pace e delle marce della pace a Sarajevo nella ex-Jugoslavia che si svolsero dal settembre 1991.

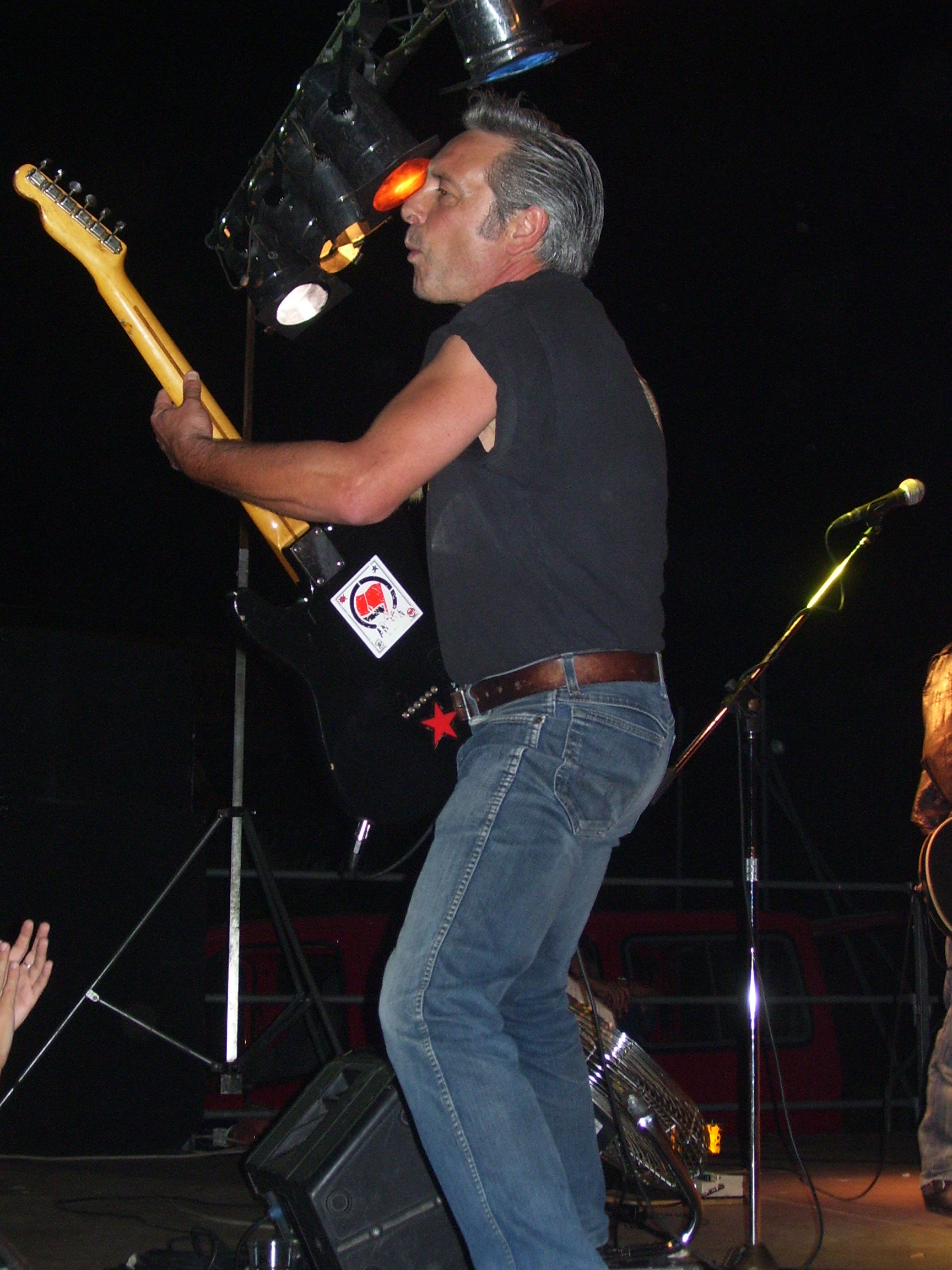
Marino Severini del gruppo Combat folk Gang

Se sul finire degli anni '80 molti media generalisti parlavano di "morte della musica rock", le Festa dell'Unità davano spazio ai grandi festival come il Monsters of Rock che si svolse in questo contesto tra il 1988 ed il 1991. Nel complesso e variegato mondo tra centri sociali e circoli ARCI trovavano invece il proprio circuito le nuove e vecchie forme di musica indipendente, che presto influenzeranno il rock mainstream ed alternativo degli anni '90 in una ramificazione di generi indie che andavano dal Brit pop al trip hop, dal crossover al grunge. Ma in questi anni stavano nascendo anche fenomeni come le Posse, che si muovevano tra Hip hop e Raggamuffin, oppure il Patchanka, fortemente influenzato dalla World music, dalla musica latina e dalla musica gitana, e ancora il Combat folk che prendeva ispirazione, tra gli altri, dal Celtic rock e dal Folk punk britannico.

### 1994-2013: La nuova ARCI e le nuove sfide
Nel 1994 assume la denominazione "Arci Nuova associazione".
Intanto, nel 1993 vi era stata la "discesa in campo" di Silvio Berlusconi che, anche grazie al potere mediatico delle proprie televisioni aveva vinto le elezioni politiche del 1994. Sorgeva così, ancora una volta, il problema di un sostanziale monopolio / oligopolio televisivo che poteva non lasciare spazio alla pluralità di opinioni politiche, trascinandone una parte nella "Spirale del silenzio". Nel 1995 una cordata di associazioni tra cui Mo.V.I. (Movimento di Volontariato Italiano), Legambiente, ACLI e ARCI raccolsero le firme per un referendum che abrogasse le leggi vigenti su concessioni televisive e pubblicitarie al fine di aprire e riorganizzare il sistema radiotelevisivo italiano. I referendum del 1995, che furono indetti per l'11 giugno, videro la sconfitta dei promotori anche grazie agli appelli pubblici di personaggi televisivi che chiedevano di non mettere vincoli alla pubblicità.

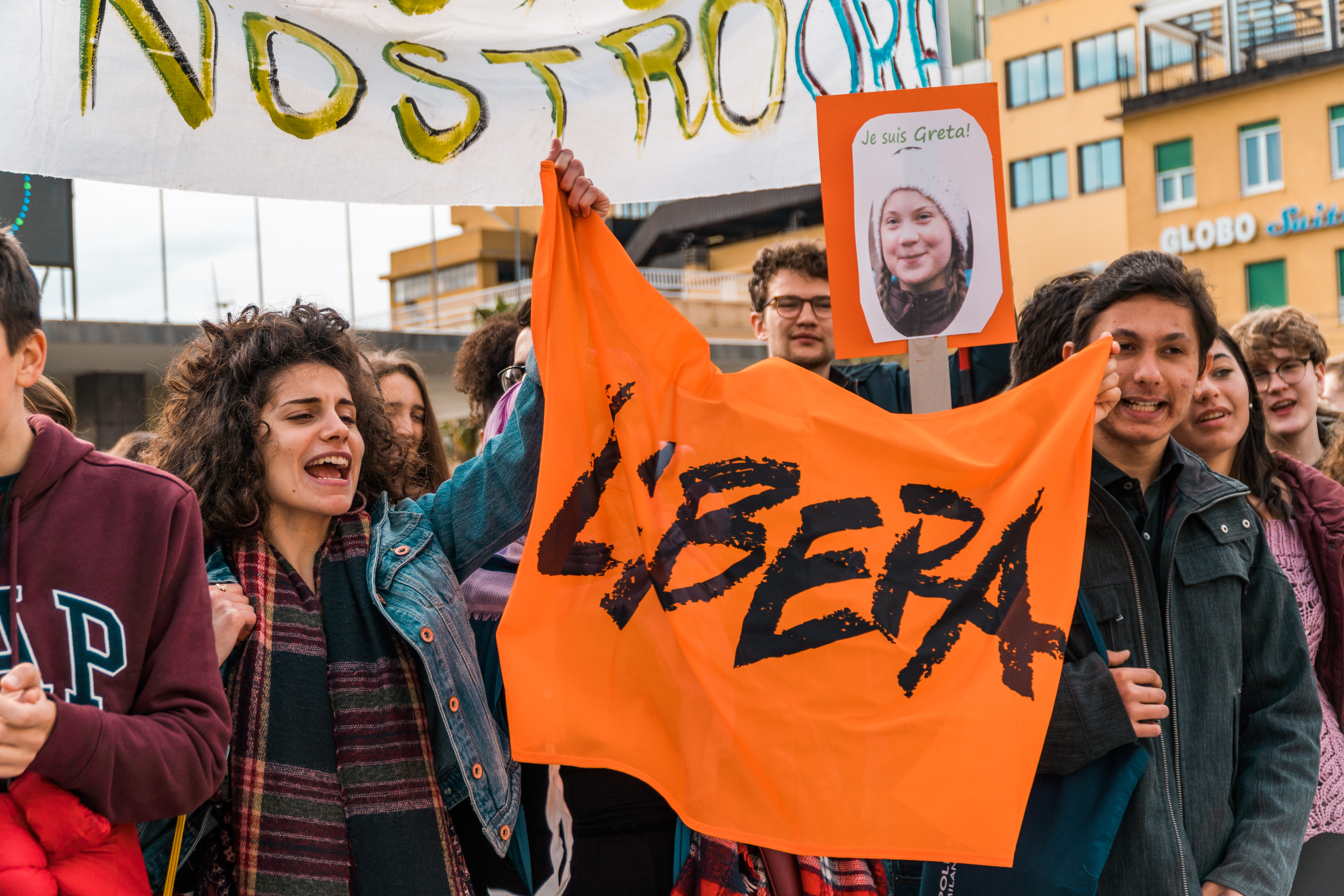
Sostenitori di Libera durante una manifestazione

Nel 1994 l'ARCI Sicilia organizza la prima "Carovana antimafie", a cui aderiranno un gran numero di associazioni locali e nazionali. L'evento voleva ripercorrere i luoghi delle stragi di Capaci e Via D'Amelio dopo un anno e mezzo dal loro avvenimento, al fine di dare sostegno e solidarietà a chi operava contro la Mafia. Fu anche grazie a questo evento che nacque l'associazione di Don Ciotti chiamata Libera, a cui aderirono oltre 300 associazioni da tutta Italia.
Nel 1996 nacque invece l'associazione confederata Arcilesbica con l'intento di dare visibilità alle lesbiche sul piano politico, culturale e dei diritti, promuovendone l'affermazione e la diffusione della loro cultura. La presidenza della nuova associazione fu quindi assegnata a Titti De Simone, allora parlamentare di Rifondazione Comunista.

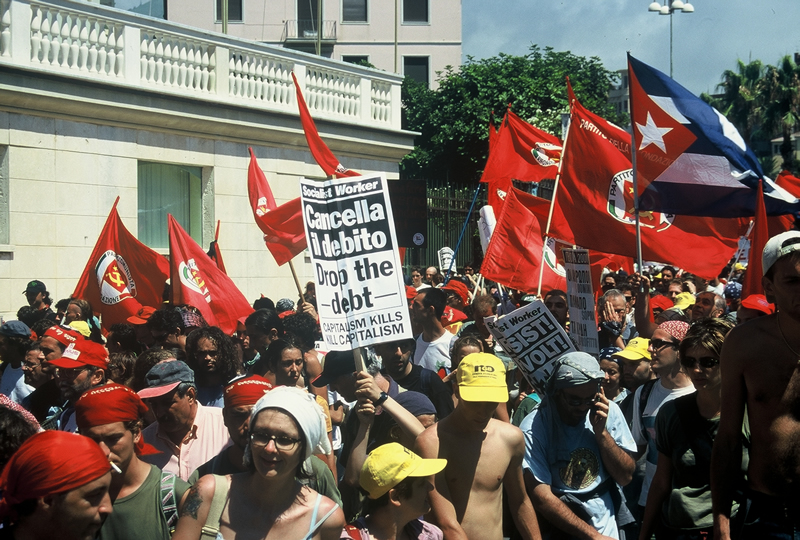
Un gruppo di italiani durante il Genoa Social Forum del 2001

Nel 1997 diventerà Presidente nazionale dell'ARCI Tom Benetollo. Sotto la sua guida l'Arci aderirà al movimento dei Social forum, partecipando al Forum sociale mondiale fin dalla sua nascita nel 2001, condividendone la necessità di ricercare forme nuove e partecipative di "democrazia consensuale", in un Movimento che tentava di costruire una struttura flessibile, rizomatica ed acefala in grado di salvaguardare il carattere unitario e plurale che lo caratterizzava. Alla vigilia del Genoa Social Forum questo movimento vantava circa 800 soggetti italiani e stranieri di matrici e provenienze molto diverse tra loro. In questo contesto, prima del G8 di Genova venne costituito un "Consiglio dei Portavoce" composto da 18 membri tra cui figurava anche l'ARCI. Il "Consiglio dei Portavoce" continuò la sua attività anche dopo i fatti del G8 di Genova, nel tentativo di cercare verità storiche e giudiziarie in quello che fu definito come "La più grave sospensione dei diritti democratici in Europa dopo la seconda guerra mondiale". Successivamente l'ARCI sarà uno degli attori principali nell'organizzazione del Forum sociale europeo di Firenze del novembre 2002, ma il tentativo di tenere assieme le diverse realtà dei social forum locali sfumò con la fuoriuscita della componente laica e cattolica della Rete Lilliput, dopo la quale i social forum divennero espressione esclusiva delle forze della sinistra radicale, politica e sindacale, decretando così una progressiva perdita di visione e di forza di tutto il movimento.

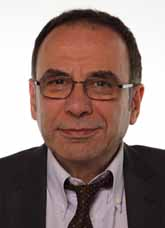
Paolo Beni fu il Presidente nazionale dell'ARCI tra il 2004 ed il 2014

Nel 2004 fu eletto Presidente nazionale dell'ARCI Paolo Beni. Al Congresso Nazionale di Cervia del 23/26 febbraio 2006 l'associazione assume la denominazione "Associazione ARCI", conferendo maggiore evidenza all'acronimo storico A.R.C.I., adottato nel 1957.
Nella seconda metà del primo decennio, molte associazioni tentarono di fare network costruendo la Rete dei festival promossa dal Meeting delle etichette indipendenti e da MArteLive. Anche l'ARCI seguì questa tendenza creando una propria rete di circoli, che fosse in grado di fare maggiore coesione distributiva e formare professionisti dello spettacolo. Venne così presentata a Faenza, durante l'edizione 2008 del MEI, la REaL (REte arci Live), a cui i singoli circoli potevano scegliere di aderire, riunendo così decine di club in tutta Italia. Il primo tour della rete fu quello degli Assalti Frontali, che nei vari circoli condividevano il palco con nomi del territorio.
L'Arci è stata tra le sostenitrici del "Sì" ai quattro referendum abrogativi del 2011 contro la privatizzazione dei servizi di distribuzione dell'acqua potabile, contro la costruzione delle centrali nucleari in Italia, e contro il "Legittimo impedimento", insieme ad una fitta rete di associazioni nazionali e sui territori, e a molte delle forze politiche all'opposizione del Governo Berlusconi. I "Sì" hanno superato il 94% e l'affluenza il 54% per tutti i quattro quesiti, per tale ragione le rispettive leggi sono state abrogate.

### 2014-in poi: Nuove e vecchie battaglie

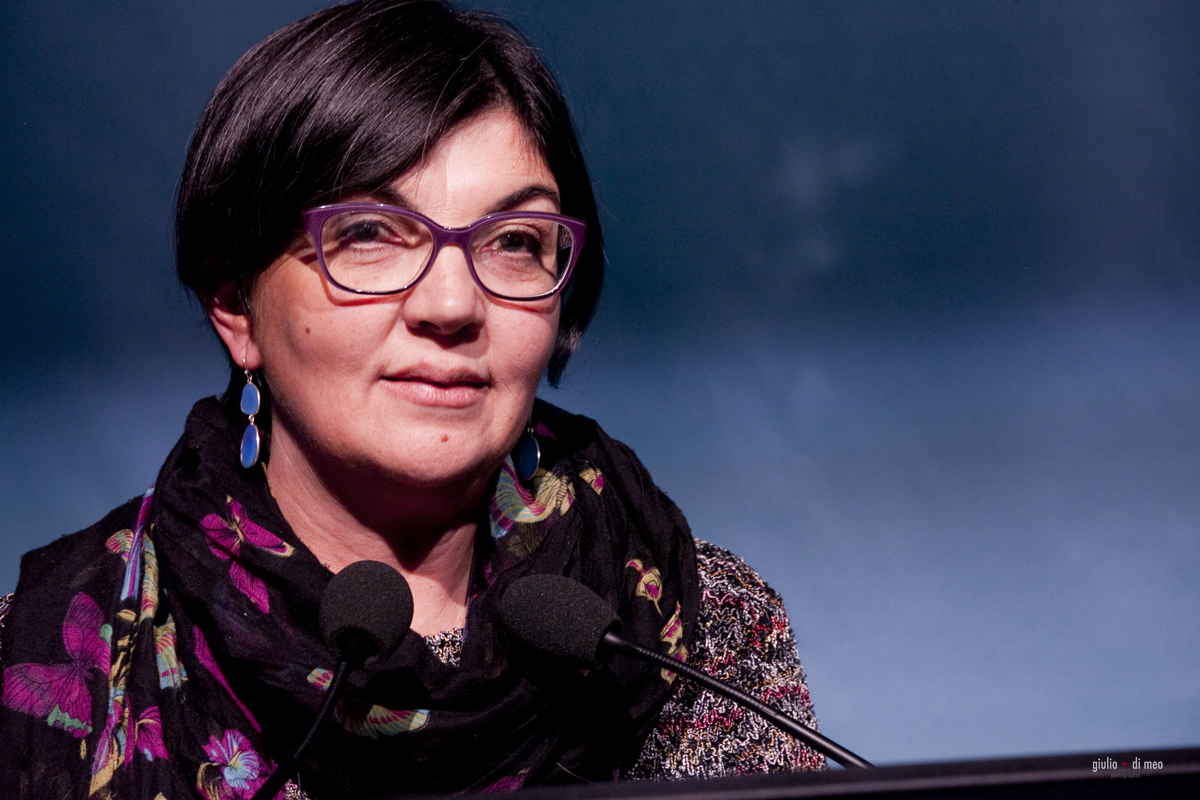
Francesca Chiavacci fu la presidente dell'ARCI dal 2014 al 2021

Nel 2014 viene eletta alla presidenza dell'ARCI Francesca Chiavacci.
L'ARCI ha aderito anche al Comitato “Vota Sì per fermare le trivelle” insieme a Legambiente, Greenpeace, Slow Food, WWF, LIPU, Lega Anti Vivisezione, FIOM, Libera, UdU, Rete degli Studenti Medi, Coordinamento No Triv, Unione degli Studenti e ad altre associazioni. Il Comitato ha sostenuto il "Sì" al referendum del 17 aprile 2016 che avrebbe abrogato la parte della Legge di stabilità che permette il rinnovamento fino all'esaurimento dei giacimenti di idrocarburi delle concessioni di estrazione entro le 12 miglia dalla costa italiana. Il Referendum, richiesto da dieci presidenti di regione, ha visto l'85,85% dei "Sì", contro il 14,15% dei "No", ma a causa dell'affluenza di 15.806.488 cittadini, pari al 31,19% dei votanti, al di sotto del 50%+1 necessario alla validità della consultazione, l'articolo in questione non è stato abrogato e le concessioni hanno mantenuto pertanto la regolamentazione della Legge di stabilità 2016.
L'associazione è tra le organizzatrici, insieme a Unione degli Studenti, Sindacato dei Pensionati Italiani, FLAI, CGIL, ed Unione degli Universitari, dei "Campi della Legalità" che in 9 regioni italiane, in beni confiscati alle mafie, ospitano centinaia di volontari da tutto il Paese che seguono percorsi formativi sulla storia delle mafie, sulla lotta partigiana e sui valori della Costituzione Italiana.
Alcuni circoli dell'area apuana partecipano alle manifestazioni No Cav.

## Cronologia dei Presidenti nazionali
- Alberto Jacometti (1957-1971)
- Arrigo Morandi (1971-1979)
- Enrico Menduni (1979-1983)
- Rino Serri (1983-1989)
- Giampiero Rasimelli (1989-1997)
- Tom Benetollo (1997-2004)
- Paolo Beni (2004-2014)
- Francesca Chiavacci (2014-2021)
- Daniele Lorenzi (2021 - 2022)
- Walter Massa (2022 - in carica)

## Struttura associativa ed organizzazione

### Federazione ARCI
Nel corso degli anni, molte delle realtà nate all'interno dell'ARCI hanno trovato autonomia ed indipendenza costituendosi come associazioni a se stanti. In quest'ottica è nata la necessità di siglare un patto federativo per riunire tutte quelle realtà che nacquero nell'ARCI e che, nel tempo, hanno mantenuto un legame ideale, valoriale e culturale, traendo ispirazione da questa storia associativa. Oltre all'ARCI, la Federazione ARCI riunisce altre 13 associazioni che sono
- ARCI Pesca FISA - L'associazione nacque nel 1971 all'interno dell'ARTI Sport, al fine di promuovere la pesca sportiva. Nel tempo l'associazione ha esteso il proprio campo d'azione ad altre attività collegante come la subaquea o il turismo.
- ARCI Caccia - Nata negli anni '70 da una costola dell'ARCI Sport, l'associazione nacque al fine di promuovere ed organizzare l'attività venatoria mantenendo l'esigenza della tutela ambientale e del patrimonio faunistico selvatico.
- Arcigay - Nato nel 1980 ed attivo su tutto il territorio nazionale, l'Arcigay si adopera per la partià dei diritti di genere, contro ogni forma di discriminazione.
- Arcilesbica - L'associazione nasce nel 1996 ed è composta esclusivamente da donne, promuovendo attività politiche e culturali in difesa delle lesbiche
- Arci Natura - Si occupa della promozione del settore Dolce & Naturale.
- Arci Ragazzi - Fondato nel 1981, si occupa di prevenzione al disagio e miglioramento delle condizioni socio-culturali tra infanzia ed adolescenza.
- Arci servizio civile - Si impegna nella creazione di una rete di esperienze di servizio civile che superi i confini nazionali.
- Movimento consumatori - Nata nel 1985, l'associazione si occupa di difesa dei diritti dei consumatori.
- Prociv - ARCI - Nata nel 1984, l'associazione si occupa dell'organizzazione dei volontari nel campo della Protezione civile
- Slow Food - Nato come Arcigola nel 1986, l'associazione si occupa di valorizzare una cultura del mangiare in equilibrio tra produttori, ambiente, territori e tradizioni.
- UISP - L'Unione Italiana Sport Per tutti promuove il diritto allo sport ed alla salute.
- ZSKD - UCCS - Attiva nelle provincie di Trieste, Gorizia ed Udine, è un'associazione di italo-sloveni che si muovono a tutela della lingua e della cultura slovena in Italia.

### Organismi di direzione nazionale ARCI
- Congresso Nazionale
- Consiglio Nazionale
- Presidente Nazionale
- Presidenza Nazionale

### Organismi di garanzia e controllo ARCI
- Collegio dei Garanti
- Organo di Controllo